# Gargoyle
Gargoyle je studiové album amerického zpěváka Marka Lanegana. Vydáno bylo 28. dubna roku 2017 společností Heavenly Recordings. Producentem desky byl Alain Johannes, který se zpěvákem spolupracoval při mnoha příležitostech již v minulosti. Johannes je rovněž spoluautorem několika písní na desce. Dále se na albu podíleli Josh Homme, Duke Garwood a Greg Dulli, kteří s Laneganem rovněž často spolupracují. Vydání alba bylo oznámeno v únoru 2017, kdy byl rovněž zveřejněn první singl s názvem „Nocturne“.

## Seznam skladeb
1. „Deaths Head Tattoo“
2. „Nocturne“
3. „Blue Blue Sea“
4. „Beehive“
5. „Sister“
6. „Emperor“
7. „Goodbye to Beauty“
8. „Drunk on Destruction“
9. „First Day of Winter“
10. „Old Swan“

## Obsazení
- Mark Lanegan – zpěv
- Alain Johannes – kytara, baskytara, syntezátor, harmonium, mellotron, varhany, cembalo, perkuse, doprovodné vokály
- Rob Marshall – baskytara, kytara, syntezátor, klavír, bicí, programování bicích, smyčky, žestě
- Greg Dulli – kytara, syntezátor, doprovodné vokály
- Duke Garwood – žestě, kytara
- Martyn LeNoble – baskytara
- Fred Lyenn Jacques – baskytara
- Jean-Philippe de Gheest – bicí
- Jack Irons – bicí
- Aldo Struyf – klavír, perkuse, harfa
- Shelley Brien – doprovodné vokály
- Josh Homme – doprovodné vokály